# Магинн, Саймон
Саймон Магинн (англ. Simon Maginn, род. 1961, Уолласи, графство Мерсисайд) — английский писатель, автор произведений в жанре мистики и ужасов. Также публикуется под псевдонимом Саймон Нолан (юмористические произведения). 